# Gmina Miras
Gmina Miras (alb. Komuna Miras) – gmina położona we wschodniej części Albanii. Administracyjnie należy do okręgu Devoll w obwodzie Korcza. W 2011 roku populacja gminy wynosiła 6 577 osób, 3 216 kobiet oraz 3 361 mężczyzn, z czego Albańczycy stanowili 73,50% mieszkańców. 
W skład gminy wchodzi szesnaście miejscowości: Mirasi, Arrëza, Menkulasi, Ponçara, Sul, Qyteza, Vidohova, Fitore, Çetë, Ziçisht, Sinica, Nikolica, Koshnica, Gjyrës, Dobranj, Braçanji.